# The Very Best of Emerson, Lake & Palmer
The Very Best of Emerson, Lake & Palmer — збірка англійської групи Emerson, Lake & Palmer, яка була випущена 17 жовтня 2000 року.

## Композиції
1. Lucky Man - 4:37
2. Knife Edge - 5:05
3. From The Beginning - 4:13
4. Trilogy - 8:54
5. Jerusalem - 2:44
6. Toccata - 7:21
7. Karn Evil 9 (1st Impression - Part 2) - 4:43
8. Still... You Turn Me On - 2:53
9. Pirates - 13:20
10. Fanfare for The Common Man - 9:41
11. C'est La Vie - 4:15
12. Peter Gunn - 3:38
13. The Hut of Baba Yaga/The Great Gates of Kiev - 7:07

## Учасники запису
- Кіт Емерсон — орган, синтезатор, фортепіано, челеста, клавішні, орган Гаммонда, синтезатор Муґа
- Ґреґ Лейк — акустична гітара, бас-гітара, електрогітара, вокал
- Карл Палмер — перкусія, ударні